# Pierre Bérégovoy
Pierre Eugène Bérégovoy (23. december 1925 – 1. maj 1993) var en fransk socialdemokratisk politiker. Han var Frankrigs premierminister under præsident Mitterrand fra 1992 til 1993.
| Efterfulgte: Édith Cresson | Frankrigs premierministre 1992–1993 | Efterfulgtes af: Édouard Balladur |